# Hermann Makower
Hermann Makower (* 8. März 1830 in Santomischel; † 1. April 1897 in Berlin) war ein deutscher Jurist und Vorsitzender der Repräsentantenversammlung der jüdischen Gemeinde Berlin.

## Leben
Makower wurde als Sohn des jüdischen Kaufmanns Jakob Makower und dessen Ehefrau Glückchen Keile Jolowicz in Santomischel (preußische Provinz Posen) geboren. Im Jahr 1839 schickte ihn sein Vater nach Berlin, wo er unter dürftigen Verhältnissen das Französische Gymnasium bis zum Abitur besuchte. Von 1848 bis 1851 studierte Makower an der Friedrich-Wilhelms-Universität in Berlin Rechtswissenschaften, unterbrochen durch die Ableistung des Militärdienstes. 1851 wurde er zum Auskultator ernannt und legte 1856 das Assessorexamen ab. Ebenfalls im Jahr 1856 erfolgte  die Beförderung zum Vizefeldwebel in der preußischen Armee. Im Jahr 1857 wurde er beisitzender Gerichtsassessor und war somit der erste jüdische (ungetaufte) Richter am Berliner Stadtgericht. 1857 erfolgte seine Berufung in die preußische (Bornemannsche) Kommission zur Beratung des Entwurfs einer neuen Zivilprozessordnung und in die Kommission zur Beratung des Entwurfs einer deutschen Gemeinschuldordnung (Konkursordnung). 1864 erfolgte seine Zulassung als Rechtsanwalt in Berlin. Zudem übte Makower das Amt des Notars aus, wobei ihm und seinem Freund Siegmund Joel Meyer (* 22. November 1830; † 8. März 1903) als ersten Juden der Titel Königlicher Notar verliehen worden sein soll. Seit dem 1. Deutschen Juristentag 1860 fungierte Makower bei diesem viele Jahre in verschiedenen Funktionen: Seit 1867 war er Mitglied der Ständigen Deputation des Deutschen Juristentages, ab 1881 übte er auch das Amt des Schatzmeisters aus. Im Jahr 1879 wurde Makower Vorstandsmitglied der Berliner Rechtsanwaltskammer, später stellvertretender Vorsitzender. 
Makower war Spezialist für Handelsrecht und seit 1862 Verfasser eines Kommentars zum Handelsgesetzbuch, der ab der 12. Auflage von seinem Sohn Felix weitergeführt wurde. Als Rechtsanwalt vertrat er unter anderem in einer russischen Erbschaftsangelegenheit 1888 den späteren Reichskanzler Prinz Chlodwig zu Hohenlohe-Schillingsfürst. Im spektakulären Synagogenbrandprozess von Neustettin verteidigte er 1883/1884 zusammen mit Erich Sello und dem Neustettiner Rechtsanwalt Scheunemann erfolgreich die jüdischen Angeklagten. Schon 1882 hatte er in einem aufsehenerregenden Strafprozess den Historiker Theodor Mommsen verteidigt, als dieser wegen Beleidigung des Reichskanzlers Otto von Bismarck angeklagt worden war.

Von Mai 1866 bis Dezember 1892 war Hermann Makower Mitglied der Repräsentantenversammlung der jüdischen Gemeinde Berlin; seit 1870 leitete er als Vorsitzender dieses Gremium. Gemeinsam mit Siegmund Joel Meyer, der unter anderem langjähriger Vorsteher des Gemeindevorstandes war, konnte er vieles bewirken. Anlässlich der blutigen Judenverfolgungen in Russland 1881/82 leitete Makower das deutsche Hilfskomitee für die russischen Flüchtlinge. 1882 reiste er selbst in die an Russland angrenzende galizische Stadt Brody und holte 39 Flüchtlingskinder nach Berlin. Diese wurden in einem eigens gekauften Haus in Pankow untergebracht, aus dem sich unter der Leitung Makowers das Zweite Waisenhaus der jüdischen Gemeinde Berlin entwickelte.

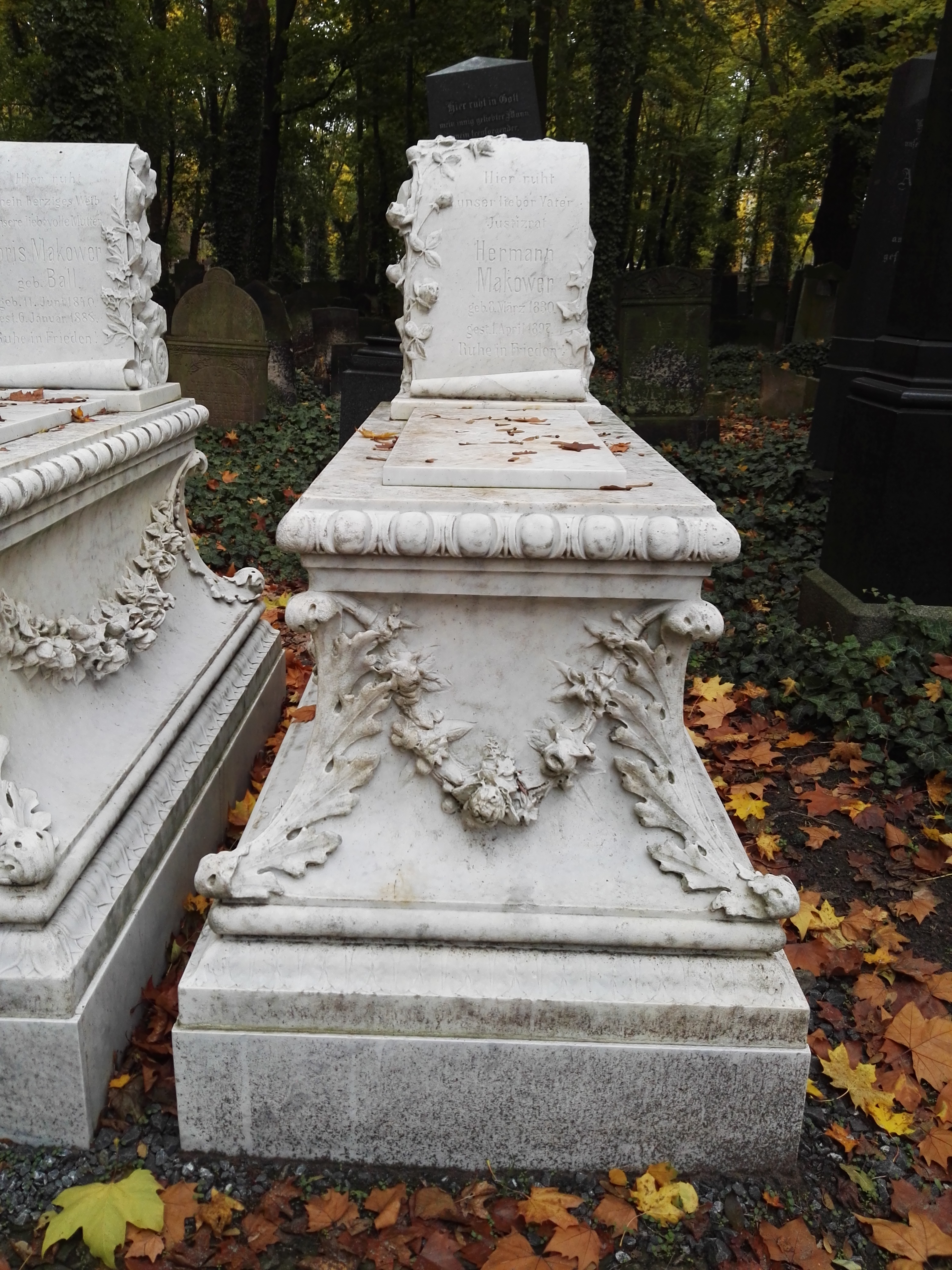
Hermann Makowers Grab auf dem Friedhof Schönhauser Allee, Berlin

 1862 heiratete Makower Doris Ball aus Calau. Aus der Ehe gingen zwei Kinder hervor, Hedwig und Felix. Tochter Hedwig Makower heiratete den Berliner Landgerichtsrat Eugen Loewe; ein Sohn dieser Verbindung war der Meteorologe und  Polarforscher Fritz Loewe. Sohn Felix Makower (* 1863, † 31. Januar 1933) wurde Rechtsanwalt und war letzter Vorsitzender des Verbandes der deutschen Juden.
Die Grabstätte Hermann Makowers und seiner Frau befindet sich in Berlin auf dem jüdischen Friedhof in der Schönhauser Allee.

## Auszeichnungen und Ehrungen
Für seine Verdienste wurde Makower 1888 der preußische Rote Adlerorden 4. Klasse verliehen.

## Schriften
- Die Stellung der Vertheidigung im preußischen Strafverfahren. Rudolph Wagner, Berlin, 1857.
- Ueber die Gemeinde-Verhältnisse der Juden in Preußen. J. Guttentag, Berlin, 1873. (Online)
- Unsere Gemeinde. Vortrag zum Besten der Hochschule für die Wissenschaft des Judenthums gehalten zu Berlin am 10. Januar 1881. Jolowicz, Posen, 1881 (PDF-Datei).
- Das allgemeine deutsche Handelsgesetzbuch, nebst dem preußischen Einführungsgesetze vom 24. Juni 1861 und der Instruktion vom 12. Dezember 1861. Für den praktischen Gebrauch aus den Quellen erläutert. 11. verm. und verb. Auflage. Guttentag, Berlin 1893. (1. Auflage 1862 zusammen mit Siegmund Joel Meyer; ab der 12. Aufl. fortgesetzt von Felix Makower.)
- Wechselproteste. In: Zeitschrift für das gesamte Handelsrecht 41 (= N.F. 26) (1893), S. 361–364. ISSN 1619-6155.
- Zur Revision der deutschen Konkursordnung. In: Zeitschrift für deutschen Zivilprozess Band 20 (1894), S. 441–485. (Auch separat erschienen.) (Online) (PDF-Datei)
- Beiträge zur Beurtheilung des Entwurfs eines Handelsgesetzbuchs. Von H. Makower und H[ermann] Veit Simon. Guttentag, Berlin, 1896. (Online)
- Gesetze, betreffend die privatrechtlichen Verhältnisse der Binnenschiffahrt und der Flößerei. 1. Aufl. – Berlin: Guttentag, 1896 (Guttentagsche Sammlung deutscher Reichsgesetze; Nr. 36.) (Nach dem Tode Makowers hrsg. bzw. fortgesetzt von Eugen Loewe.)